# Achsarbek Gulajev
Achsarbek Kazbekovitj Gulajev (ryska: Ахсарбек Казбекович Гулаев), född 23 augusti 1997 i Ryssland, är en slovakisk brottare som tävlar i fristil.

## Karriär
Vid EM 2025 i Bratislava tog Gulajev brons i 79 kg-klassen efter att ha besegrat moldaviske Ion Marcu i bronsmatchen.